# شيلدون بيرنسايد
شيلدون بيرنسايد (بالإنجليزية: Sheldon Burnside)‏ هو لاعب كرة قاعدة أمريكي، ولد في 22 ديسمبر 1954 في ساوث بند في الولايات المتحدة.

## وصلات خارجية
- شيلدون بيرنسايد على موقع دوري كرة القاعدة الرئيسي (الإنجليزية)
- شيلدون بيرنسايد على موقعبيزبول رفرنس.كوم (الدوري الرئيسي) (الإنجليزية)
- شيلدون بيرنسايد على موقعبيزبول رفرنس.كوم (الدوري الثانوي) (الإنجليزية)
- شيلدون بيرنسايد على موقع إي إس بي إن.كوم (أم.أل.بي) (الإنجليزية)
- شيلدون بيرنسايد على موقع مشجعي الرسوم البيانية (الإنجليزية)